# 汉寿县人民政府
28°54′43″N 111°58′37″E / 28.912073°N 111.976905°E
汉寿县人民政府（简称汉寿县政府）是中华人民共和国湖南省常德市汉寿县的行政管理机关。现任县长是王时雨，2022年2月上任。

## 沿革
1949年8月4日，汉寿县成立“汉寿县人民政府”，县城驻地是辰阳镇。1950年，辰阳镇改名“城关镇”。1952年11月13日，汉寿县划归常德专区。1968年3月13日，“汉寿县革命委员会”成立。1980年12月2日，汉寿县革命委员会撤销，重新建立“汉寿县人民政府”，隶属常德地区行政公署。1988年1月，常德地区改“市”，汉寿县属常德市。

### 反腐败工作
2017年1月4日，刘定青涉嫌严重违纪接受组织调查，刘定青受贿231.932149万元、美金1万美元，说明来源的违法所得990多万元，976多万元的财产不能说明来源，2019年4月24日，刘定青以受贿罪、巨额财产来源不明罪判处有期徒刑6年。

## 历任县长
| 姓名   | 就任日期  | 卸任日期  | 备注        |
| ------ | --------- | --------- | ----------- |
| 杨先平 | 1998年3月 | 2000年9月 |             |
| 刘定青 | 2004年2月 | 2007年4月 | [ 2 ]       |
| 宋云文 | 2007年4月 | 2013年3月 | [ 3 ]       |
| 杨昶   | 2013年4月 | 2016年7月 | [ 4 ] [ 5 ] |
| 车世忠 | 2016年8月 | 2020年4月 | [ 6 ]       |
| 周功表 | 2020年4月 | 2022年2月 | [ 6 ]       |
| 王时雨 | 2022年2月 |           | [ 7 ]       |